# براندون ايريت
براندون ايريت (بالإنجليزية: Brandon Auret)‏ هو ممثل جنوب أفريقي، ولد في 27 ديسمبر 1972 في جنوب أفريقيا.

## أعمال

### أفلام
- (2009) المقاطعة 9
- (2013) إيليزيم[4]
- (2014) قاعدة الفضائيين
- (2015) شاباي[5][6]

## وصلات خارجية
- براندون ايريت على موقع IMDb (الإنجليزية)
- براندون ايريت على موقع ألو سيني (الفرنسية)
- براندون ايريت على موقع أول موفي (الإنجليزية)
- براندون ايريت على موقع قاعدة بيانات الأفلام السويدية (السويدية)
- براندون ايريت على موقع قاعدة بيانات الفيلم (الإنجليزية)
- براندون ايريت على موقع كينوبويسك (الروسية)